# 13 (The Doors)
13 is het eerste compilatiealbum van The Doors. Het album werd in november 1970 uitgebracht.

## Tracklist
Kant één
1. "Light My Fire" (6:50)
2. "People Are Strange" (2:10)
3. "Back Door Man" (3:30)
4. "Moonlight Drive" (3:00)
5. "The Crystal Ship" (2:30)
6. "Roadhouse blues" (4:04)

Kant twee
1. "Touch Me" (3:15)
2. "Love Me Two Times" (3:23)
3. "You're Lost Little Girl" (3:01)
4. "Hello, I Love You" (2:22)
5. "Land HO!" (4:08)
6. "Wild Child" (2:36)
7. "The Unknown Soldier" (3:10)

Jim Morrison · Robby Krieger · Ray Manzarek · John Densmore